# Симоненко Тетяна Володимирівна
Симоненко Тетяна Володимирівна (нар. 11 листопада 1972 р.[джерело?], м. Черкаси[джерело?]) — вчений-педагог, доктор педагогічних наук (з 2007 р.), професор (з 2008 р.), завідувач кафедри методики навчання, стилістики та культури української мови Черкаського національного університету імені Б. Хмельницького, вчений секретар спеціалізованої вченої ради Д 73.053.02 у Черкаському національному університеті ім. Б. Хмельницького[джерело?].

## Освіта, службова кар'єра, громадська діяльність
У 1995 р. закінчила українське відділення філологічного факультету Черкаського державного педагогічного інституту[джерело?]. Упродовж 1995—1997 рр. працювала вчителем української мови та літератури Черкаської ЗОШ № 12[джерело?]. У 1997—2000 рр. навчалася в аспірантурі АПН України[джерело?], яку закінчила завчасно[джерело?], успішно захистивши в .2000 р. кандидатську дисертацію. Від 2000 до 2007 р. обіймала посади асистента, доцента кафедри методики навчання, стилістики та культури української мови Черкаського державного (національного) університету ім. Б. Хмельницького[джерело?]. У 2007 р. здобула науковий ступінь доктора педагогічних наук (захист відбувся у НПУ імені М. П. Драгоманова у березні 2007 р., тема «Формування професійної мовнокомунікативної компетентностістудентів філологічних факультетів») і в тому ж році була обрана завідувачем кафедри методики навчання, стилістики та культури української мови[джерело?] У 2008 р. було присвоєно вчене звання професора кафедри методики навчання, стилістики та культури української мови[джерело?].
Відомий популяризатор культури української мови[джерело?], організатор та учасник всеукраїнського проекту «Мовне огбличчя України»[джерело?], засновник комунікативно-інтерактивного центру «Меморія»[джерело?].

## Наукові досягнення
У колі наукових інтересів Т. В. Симоненко — теорія та методика навчання (українська мова), професійна освіта, культура української мови, риторика, експериментальна лінгвістика, етнолінгвістика, когнітивна лінгвістика, психолінгвістика[джерело?]. Результатом дослідницької та педагогічної діяльності стали монографії, навчально-методичні посібники із методики навчання української мови в школі, технології сучасного уроку, культури української мови, української мови за фаховим спрямуванням. Загалом у творчому доробку дослідниці — понад 150 наукових праць з питань теорії та методики навчання української мови, культури української мови, філологічної освіти, з-поміж яких 2 одноосібні монографії, посібники з грифом МОН України, підручники з української мови за професійним спрямуванням, технології сучасного уроку української мови, статті у вітчизняних фахових і закордонних виданнях (англійською, російською мовами)[джерело?]. Представляє наукові школи доктора філологічних наук, професора, дійсного члена НАПН України Мацько Любові Іванівни та доктора педагогічних наук, професора Біляєва Олександра Михайловича[джерело?].
Брала активну участь в організації та проведенні 14 конференцій, семінарів, наукових читань, форумів різного рівня[джерело?]. Під її керівництвом захищено кандидатські дисертації з проблем формування стратегічної компетенції учнів загальноосвітніх шкіл, формування лінгвокраїнознавчої компетентності студентів-іноземців[джерело?]. Кандидати наук наукової школи Т. В. Симоненко працюють у вищих навчальних закладах та наукових установах України[джерело?].

## Нагороди
- 2006 р. — Почесна грамота Черкаського національного університету імені Б. .Хмельницького[джерело?]
- 2015 р. — Почесна грамота Черкаського національного університету імені Б. Хмельницького[джерело?]
- 2017 р. — Почесна грамота Головного управління освіти і науки Черкаської ОДА[джерело?]

## Основні праці
1. Симоненко Т. В. Теорія і практика формування професійної мовнокомунікативної компетенції студентів філологічних факультетів. Монографія. — Черкаси: Вид. Вовчок О. Ю., 2011. — 328 с.
2. Симоненко Т. В. Реалізація інноваційних технологій навчання у процесі формування професійної мовнокомунікативної компетенції студентів-філологів // Вісник Черкаського університету. Випуск 169. (серія: філологічні науки). — Черкаси,, 2011. — С.181–186.
3. Українська мова за професійним спрямуванням/за ред.. Т. В. Симоненко. — К. : Академія, 2011 р. — 267 с.
4. Симоненко Т. В. Організація науково-дослідницької роботи майбутніх учителів-словесників у вищих навчальних закладах // Вісник Луганського національного університету. — 2010. — № 22. — С. 79-85.
5. Симоненко Т. В. Особливості реалізації лінгвокультурологічного підходу до навчання української мови в загальноосвітній школі/Матеріали Всеукраїнської науково-практичної конференції, 1 травня, 2011 рік. — Черкаси, 2011. — С. 41-47.
6. Симоненко Т. В. Технологічний підхід до формування лінгвокультурологічної компетенції учнів на уроках рідної мови//Рідна школа. — 2011. — № 10. — С. 39-41.
7. Симоненко Т. В. Лінгвокультурологічний аспект навчання рідної мови// Вивчаємо українську мову та літературу. — 2011. — № 34-36. — С. 2-7
8. Остапенко Н. М., Симоненко Т.В, Руденко В. М. Технологія сучасного уроку рідної мови: навчальний посібник, К.: Академія, 2012, 329с.
9. Типологія помилок у науковому тексті/Збірник наукових праць за ред.. Т. В. Симоненко. — Черкаси, 2014—114 стор.
10. Практичний тренінг з культури наукової мови / за ред. Т. В. Симоненко. — Черкаси, 2016. — 110 с.
11. Симоненко Т. В. Дидактична текстологія: навчальний посібник для студентів. — Ч., 2016—118 с.
12. Симоненко Т. В. Орфоепічний тренінг: навчальний посібник для студентів. –Ч. 2017.-138 с.
13. Симоненко Т. В Культура мовлення фахівця: тренінг / Т. В. Симоненко, В. М. Руденко. — Черкаси: Чабаненко Ю. А.., 2018. — 124 с.